# Кабаков Ілля Йосипович
Ілля Йосипович Кабаков (30 вересня 1933, Дніпро, УРСР — 27 травня 2023, Нью-Йорк) — український[джерело?] і американський художник та скульптор, представник московського концептуалізму. Із 1988 року проживав та працював у Нью-Йорку у співавторстві зі своєю дружиною (і племінницею) Емілією Кабаковою. Учасник дисидентського руху. Публічно виражався, що вважає себе українцем.[джерело?]

## Життєпис

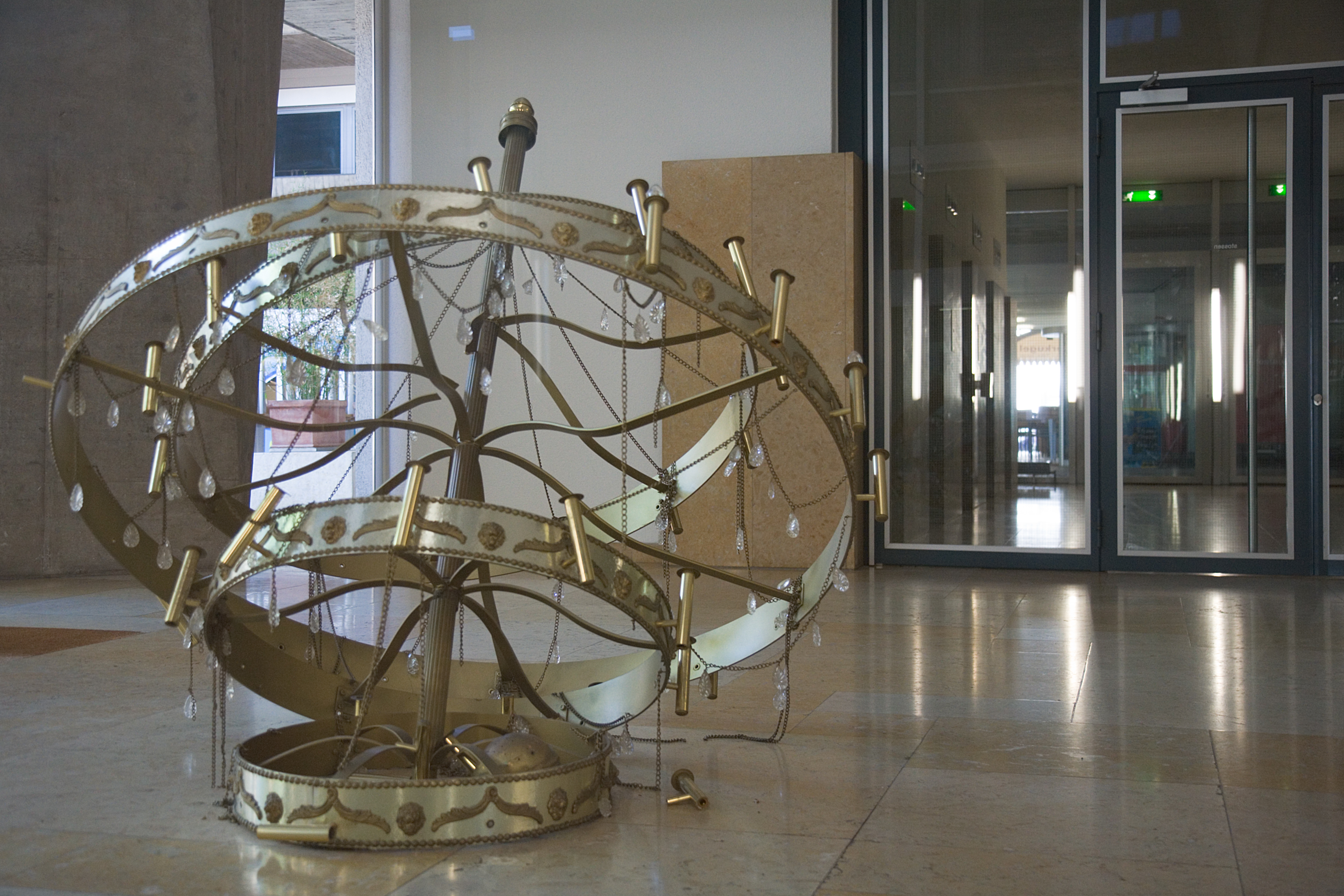
Інсталяція Кабакова: Канделябр, який впав, Цюрих.

Кабаков народився в Дніпропетровську в родині слюсаря. В 1951—1957 рр. навчався в Московському державному академічному художньому інституті ім. В. І. Сурикова. Працював ілюстратором дитячих журналів та книжок протягом 3-6 місяців на рік, а решту часу приділяв власним проєктам. На відміну від багатьох тогочасних андеґраундних митців Кабаков був членом Союзу художників СРСР. Важливий вплив на Кабакова справило знайомство з художником Робертом Фальком. Художнику не були відомі роботи авангардистів початку ХХ ст. таких як Малевич та Татлін оскільки вони в той час не виставлялися і не обговорювалися.
Емілія Кабакова у відповідь російському журналу про «100 живих російський артистів», де вказано, що Ілля Кабаков найславетніший російський артист. Дружина Кабакова висловилася, що московитські журнали поспішили назвати його російським митцем, аби на нього не претендувала Україна, - зауважила Емілія.[джерело?]

## Тематика творчості
В роботах Кабакова показано народження та смерть СРСР, який художник вважав першим модерним суспільством, яке загинуло. Кабаков не вважає комунізм таким, що програв капіталізму, натомість представляє СРСР як один з утопічним проєктів, до яких належить і капіталізм. Аналізуючи історичні наративи та перспективи Кабаков демонструє як будь-який суспільний проєкт може загинути через потенційно авторитарне жадання влади.